# Nunam (mitologia)
Nunam (terra), na mitologia inuíte, é a deusa da Terra. Em muitas tradições, é a esposa de Sila. Por vezes, é considerada como a origem da criação do reino animal e, em algumas tradições, o prório povo Inuíte.

## Atribuição
O objeto transnetuniano Nunam, foi nomeado em honra a esta divindade.